# Saint-Just, Cher
Saint-Just este o comună în departamentul Cher, Franța. În 1 ianuarie 2022 avea o populație de 646 de locuitori.